# Howdy Moon
Howdy Moon es el primer y único álbum de estudio de la banda Howdy Moon, publicado en abril de 1974. La banda incluía a Valerie Carter, Richard Hovey y Jon Lind. El trío se mudó a Los Ángeles, donde firmaron con A&M Records y tocaron en The Troubadour.

## Grabación y contenido
Howdy Moon se grabó en tres estudios con sede en Hollywood, California: Sunset Sound, Sound Labs y Clover Recorders. El vocalista de Little Feat, Lowell George, produjo todas las pistas, con la excepción de «Lovelight», producida por Robert Appère; y «Cook with Honey», producida por Michael Jackson. El álbum contenía 10 canciones. Richard Hovey compuso 4 canciones,  mientras que Valerie Carter coescribio tres canciones, incluyendo «Cook with Honey», que se convirtió en un éxito para Judy Collins. «Nora Lee», escrita por Eric Eisner, es un recuerdo melancólico de su época con Nora Lee Guthrie.

## Recepción de la crítica
Un escritor no especificado de Record World escribió: “Tres voces melifluas se mezclan y crean un ambiente apacible en el primer esfuerzo del trío. Todas las composiciones menos una están escritas por el trío, y las melodías son tan eufónicas como las voces y la música que las rodea”.

## Lista de canciones
Todas las canciones escritas y compuestas por Richard Hovey, excepto donde esta anotado. 
| Lado uno |                   |                      |          |  |
| N.º      | Título            | Escritor(es)         | Duración |  |
| 1.       | «Lovelight»       |                      | 2:52     |  |
| 2.       | «Cheyenne Autumn» | Jon Lind             | 3:13     |  |
| 3.       | «I'm Alone»       | Valerie Carter Hovey | 3:16     |  |
| 4.       | «Nora Lee»        | Eric Eisner          | 4:29     |  |
| 5.       | «Runaway»         |                      | 2:38     |  |

| Lado dos |                      |                      |          |  |
| N.º      | Título               | Escritor(es)         | Duración |  |
| 1.       | «And You Never Knew» | Carter Ed Brandon    | 3:43     |  |
| 2.       | «Machine»            |                      | 2:21     |  |
| 3.       | «Cook with Honey»    | Carter               | 4:12     |  |
| 4.       | «For Tonight»        |                      | 3:59     |  |
| 5.       | «Mill Stream»        | Lind Francine Tacker | 3:58     |  |

## Créditos y personal
Créditos adaptados desde las notas de álbum de Howdy Moon.
Howdy Moon
- Valerie Carter – voces
- Richard Hovey – voces, guitarra acústica en todas las canciones excepto «Cheyene Autumn», «Runaway», «Cook with Honey» y «For Tonight»
- Jon Lind – voces, guitarra acústica en todas las canciones excepto «I'm Alone», «Machine» y «For Tonight»

Músicos adicionales
- Lowell George – slide guitar en «Lovelight», guitarra eléctrica en «Cheyene Autumn» y «Machine», sintetizador Moog en «Cheyene Autumn», «Machine» y «Millstream», flauta, coros en «I'm Alone»
- John Sebastian – armónica, autoarpa en «Lovelight»
- Jim Keltner – batería en «Lovelight»
- Chuck Rainey – bajo eléctrico en «Lovelight»
- Gordon De Witty – piano eléctrico en «Cheyene Autumn», «Nora Lee», «And You Never Knew» y «Millstream»
- Van Dyke Parks – piano en «Cheyene Autumn» y «For Tonight»
- Fred White – batería en «Cheyene Autumn», «Nora Lee», «For Tonight» y «Millstream»
- David Parlato – bajo eléctrico en «Cheyene Autumn», «And You Never Knew», «Cook with Honey» y «For Tonight»
- Arthur Adams – guitarra eléctrica en «I'm Alone», «Nora Lee» y «Runaway»
- Bill Payne – piano en «I'm Alone», «Nora Lee», «Runaway», «Cook with Honey» y «Millstream», sintetizador Moog en «Millstream»
- Sneaky Pete Kleinow – guitarra de acero con pedal en «I'm Alone», «For Tonight» y «Millstream»
- Gary Mallaber – batería en «I'm Alone», «Runaway» y «Cook with Honey»
- Wilton Felder – bajo eléctrico en «I'm Alone» y «Runaway»
- Eric Eisner – guitarra acústica en «Nora Lee»
- Sam Clayton – conga en «Nora Lee» y «Millstream»
- Roy Estrada – bajo eléctrico en «Nora Lee» y «Millstream»
- John Bergamo – tabla en «Runaway»
- Richie Hayward – batería en «And You Never Knew»
- Milt Holland – conga en «And You Never Knew», percusión en «And You Never Knew» y «Cook with Honey»
- Andrew Gold – guitarra eléctrica en «And You Never Knew»
- Dennis Budimir – guitarra acústica en «Cook with Honey» y «For Tonight», guitarra eléctrica en «For Tonight»
- Mike Utley – órgano en «Cook with Honey»
- Bobbye Hall – conga en «For Tonight»

Personal técnico
- Lowell George – productor en todas las canciones excepto «Lovelight» y «Cook with Honey»
- Robert Appère – productor en «Lovelight», ingeniero de audio
- Michael Jackson – productor en «Cook with Honey»
- John Haeny – ingeniero de audio, mezclas
- Tommy Vicari – ingeniero de audio
- Rick Tarantini – ingeniero de audio
- Brian Dall'Armi – ingeniero de audio
- Roland Young – director artístico
- Junie Osaki – diseño de portada
- Lee Lawrence – fotografía